# Château de Bannes
Ne doit pas être confondu avec Château de Banne.
Le château de Bannes est un château situé sur la commune de Beaumont-du-Périgord, dans le département français de la Dordogne.

## Historique
Le petit village de Bannes devait exister au 5e ou 6e siècle. Il est qualifié de vicus dans la légende de saint Avit. Le nom du château devait venir du mot banne qui veut dire en celtique et en patois du Périgord, corne, pointe, et devait qualifier le site. On trouve près du château de Lanquais la corne de banne.
Le château apparaît dans les textes au 14e siècle. Le château est à Jean de Seignal, capitaine d'écorcheurs quand il est pris par Ramonet de Sorts, capitaine du château de Castelnaud pour les Anglais, en 1409. Il en avait chassé la marquise d'Esclamat. En 1417, Jean de Lot y est retenu prisonnier et Pierre de Bosredon l'a libéré. En 1418, les habitants de Sarlat achètent une trêve aux capitaines de Belvès, Cugnac, Bannes et Domme.
En 1442, les habitants du Sarladais, aidés de Jean de L'Aigle, comte de Périgord, du sieur de Pons, du sieur de Turenne, du sieur Pons de Beynac, sénéchal du Périgord, et de plusieurs seigneurs ont décidé d'attaquer Belvès qui est assiégée du 15 août au 6 septembre, Bannes est assiégé le 27 septembre. La garnison s'est rendue contre une somme d'argent. Castelnau-de-Berbiguières est pris fin octobre contre le paiement d'une somme d'argent au capitaine d'Estissac. Le 15 novembre 1442, les consuls de Sarlat ont envoyé quinze manœuvres pour démolir le château de Bannes. Le château n'a pas été détruit mais démantelé car Brandelis d'Abzac a pu habiter dans le château. Des pans de murs sont restés debout et ont été réutilisés dans le château actuel. 
Gantonnet d'Abzac s'est marié en 1440 avec Catherine de Sorts, fille de Ramonet qui s'était emparé du château en 1409. Son fils, Brandelis d'Abzac doit rendre le château quand Jean d'Esclamat l'a réclamé devant le parlement de Bordeaux disant que Bannes était un démembrement de la baronnie de Pujols et que Ramonet s'en était emparé par la force. Jean Faulcon a été subrogé à Jean d'Esclamat. Albret Faulcon a vendu la seigneurie de Bannes à Brandelis de Gontaut-Biron en novembre 1510. 
C'est donc à partir de cette date que Brandelis de Gontaut-Biron, peut-être avec l'aide de son oncle, Armand de Gontaut-Biron, évêque de Sarlat depuis 1498, a entrepris le réaménagement et la reconstruction du château. Cette construction a été menée à bien pendant une période de vingt à vingt-cinq ans. On trouve sur la cheminée de la salle principale les monogrammes de Louis XII et d'Anne de Bretagne, qui prouve qu'elle a été terminée avant 1515. Sur une des voûtes de la tour donnant sur le vallon on voit un écusson aux armes des Gontaut-Biron. La seigneurie passe ensuite à François de Gontaut-Biron, fils de Brandelis de Gontaut-Biron, qui a dû continuer les travaux. Il est grièvement blessé à la bataille de Cérisoles, en 1544. Sa veuve, Françoise de Salignac a obtenu en douaire le château de Bannes. Elle s'est remariée avec Antoine de la Reynie.
Jean II de Losse a acheté le château de Bannes aux Gontaut-Biron en juillet 1571. Il a été nommé par Charles IX lieutenant-général de la Guyenne en deçà de la Garonne en 1573. Le 23 février 1574/1575, il a failli être assassiné par les protestants en étant dans son château de Bannes,.
Le château a été restaurée en 1882 par la famille Fayolle du Moustier nouveaux propriétaires du château.
Le château a été acquis en 1960 par M. Lemasson.
Il est désormais la propriété de Franky Mulliez, fondateur de Kiloutou.
Il  est classé monument historique depuis 2002.

## Description
Le château est construit au sommet d'un éperon rocheux commandant la vallée de la Couze.
Il s'agit d'une propriété privée non visitable.

Le château de Bannes en Périgord, commune de Beaumontois en Perigord, Dordogne, France.
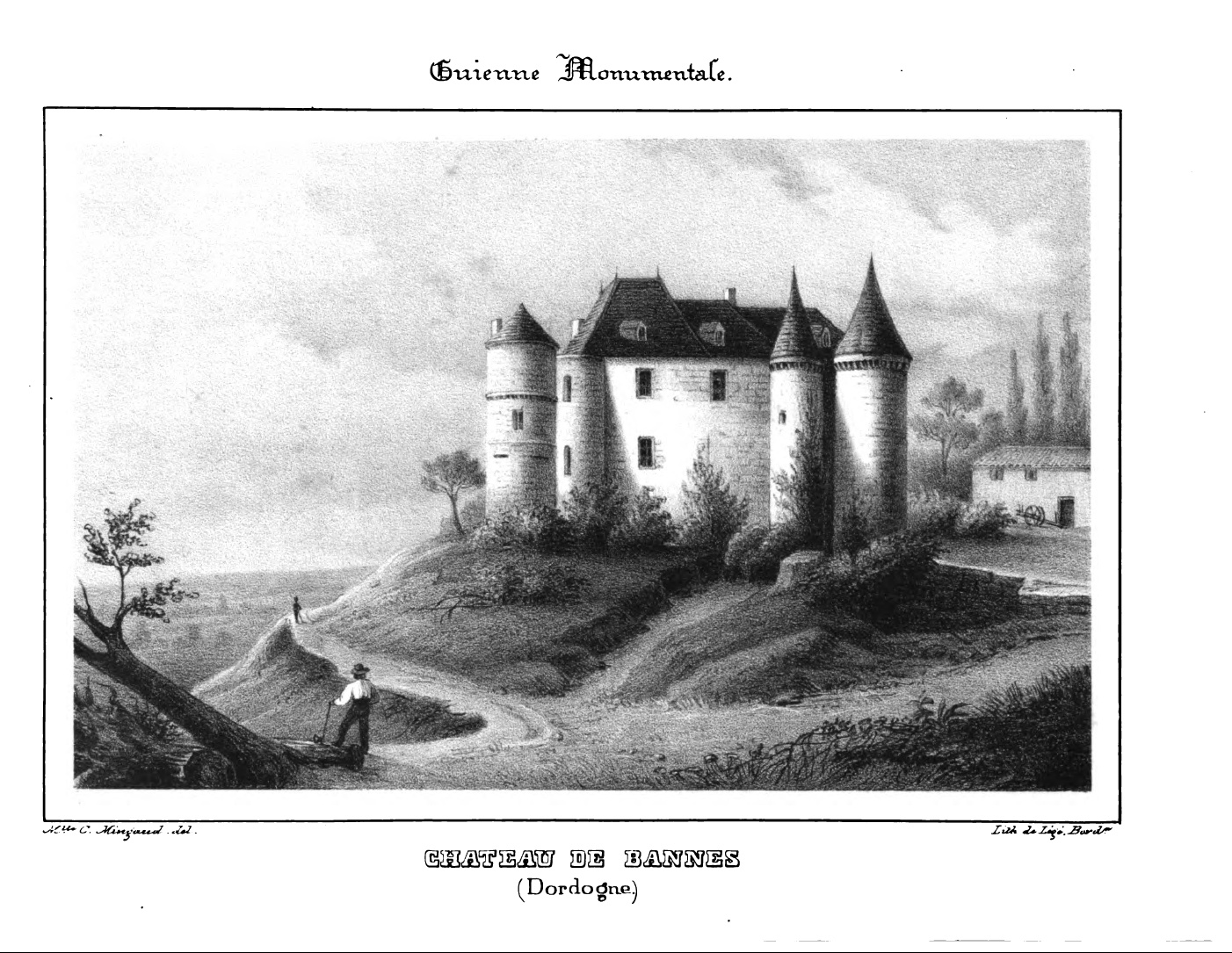
Le château en 1842.
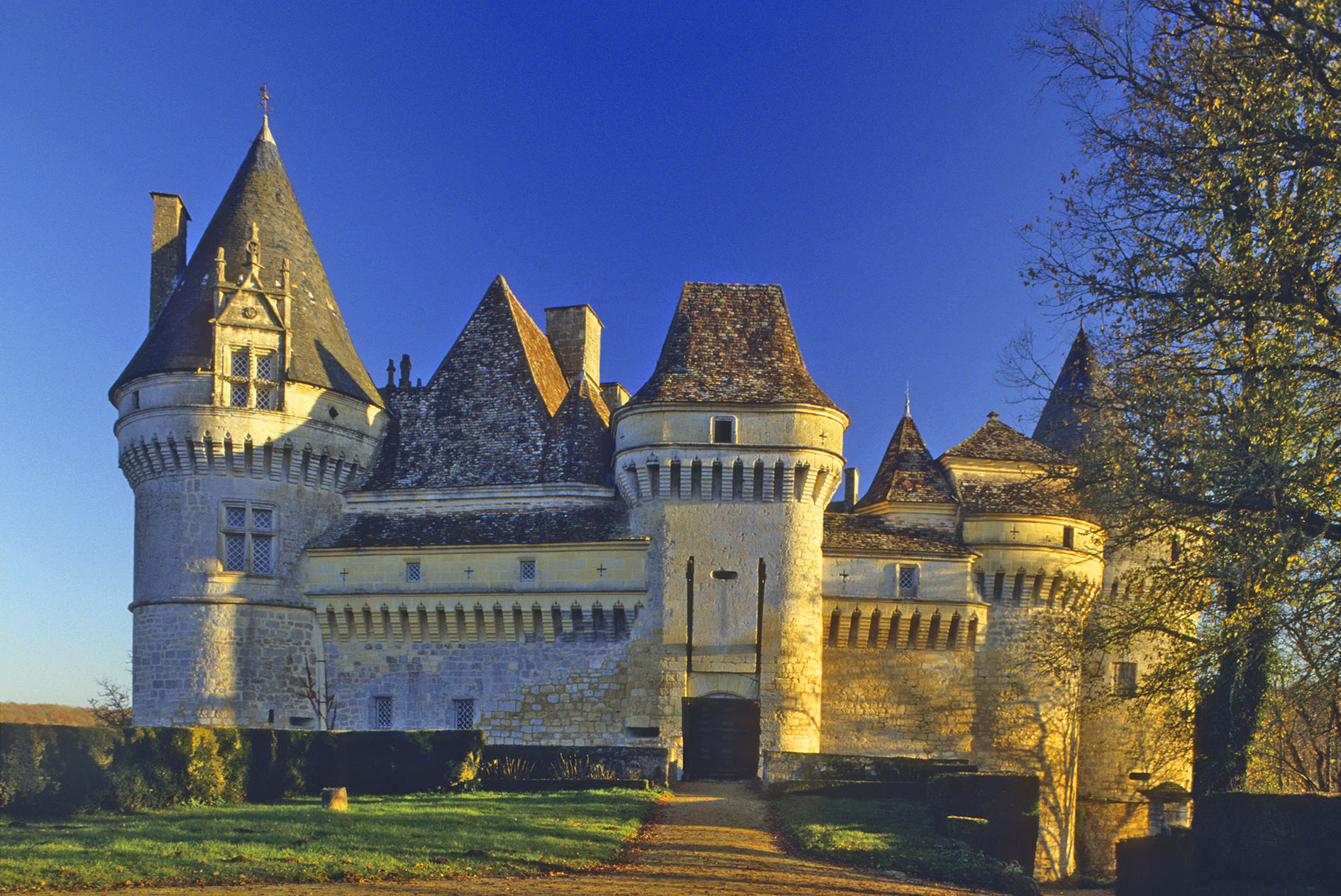
Vue d'ensemble N.O. au couchant.
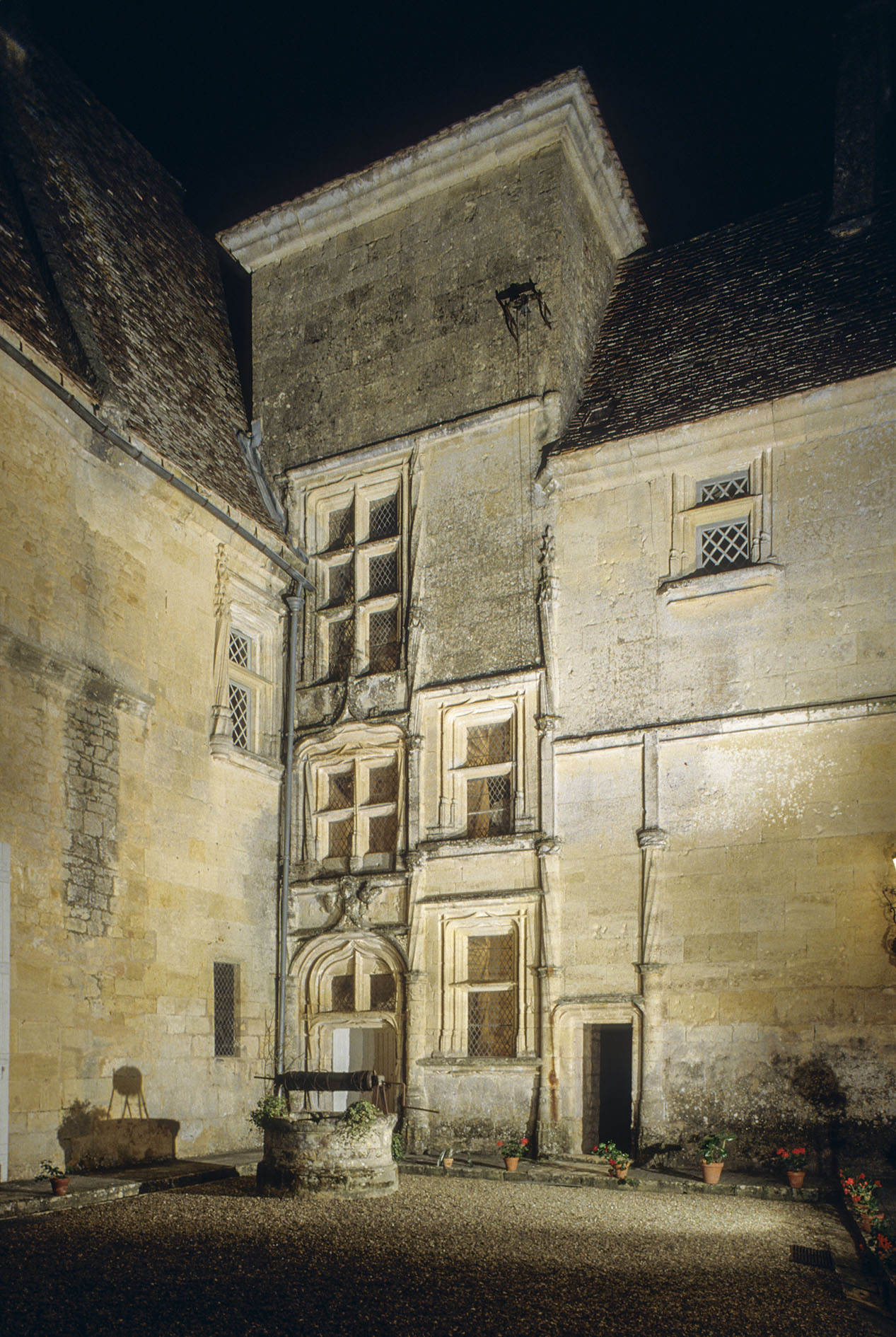
La cour intérieure.
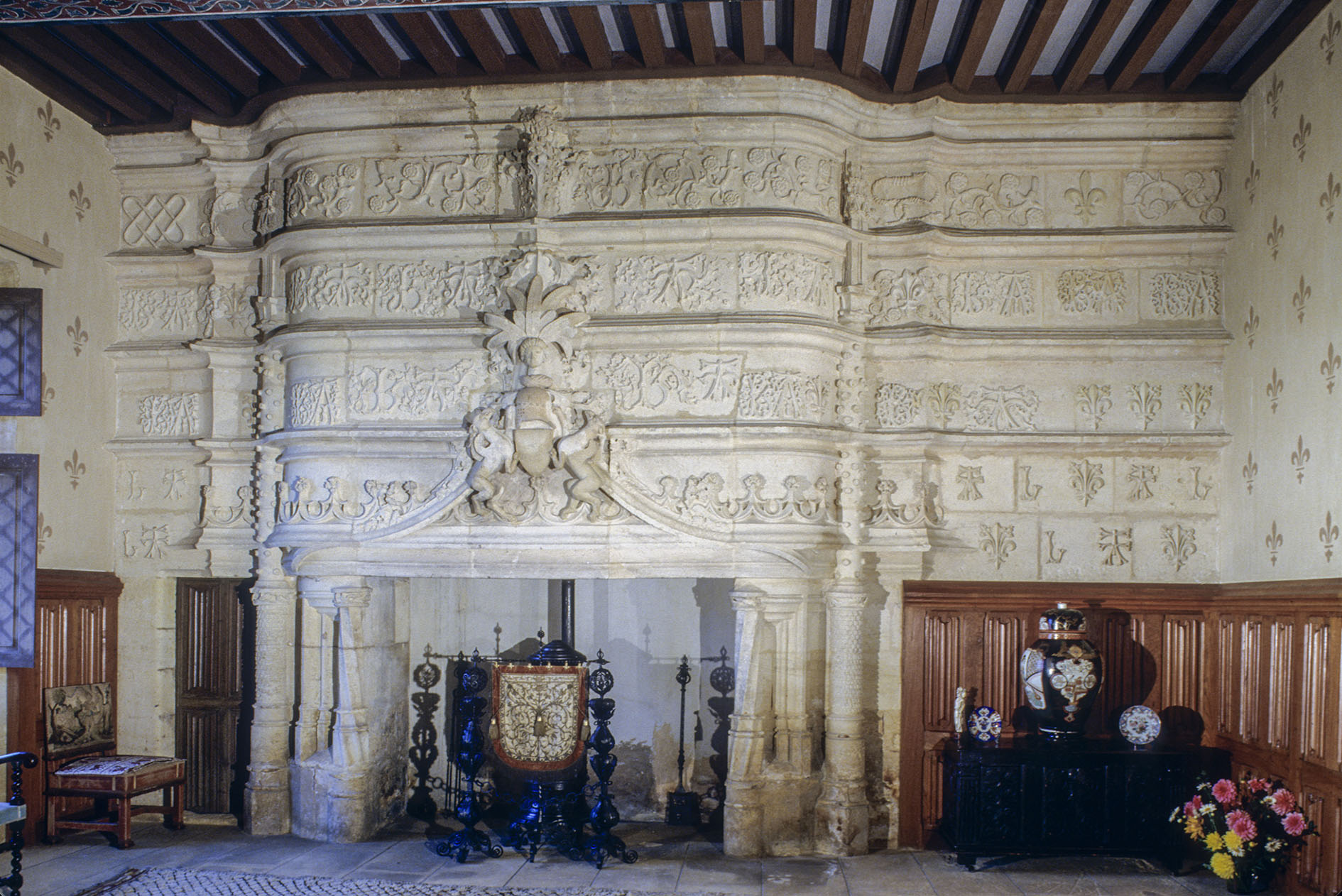
La cheminée de l'étage noble.
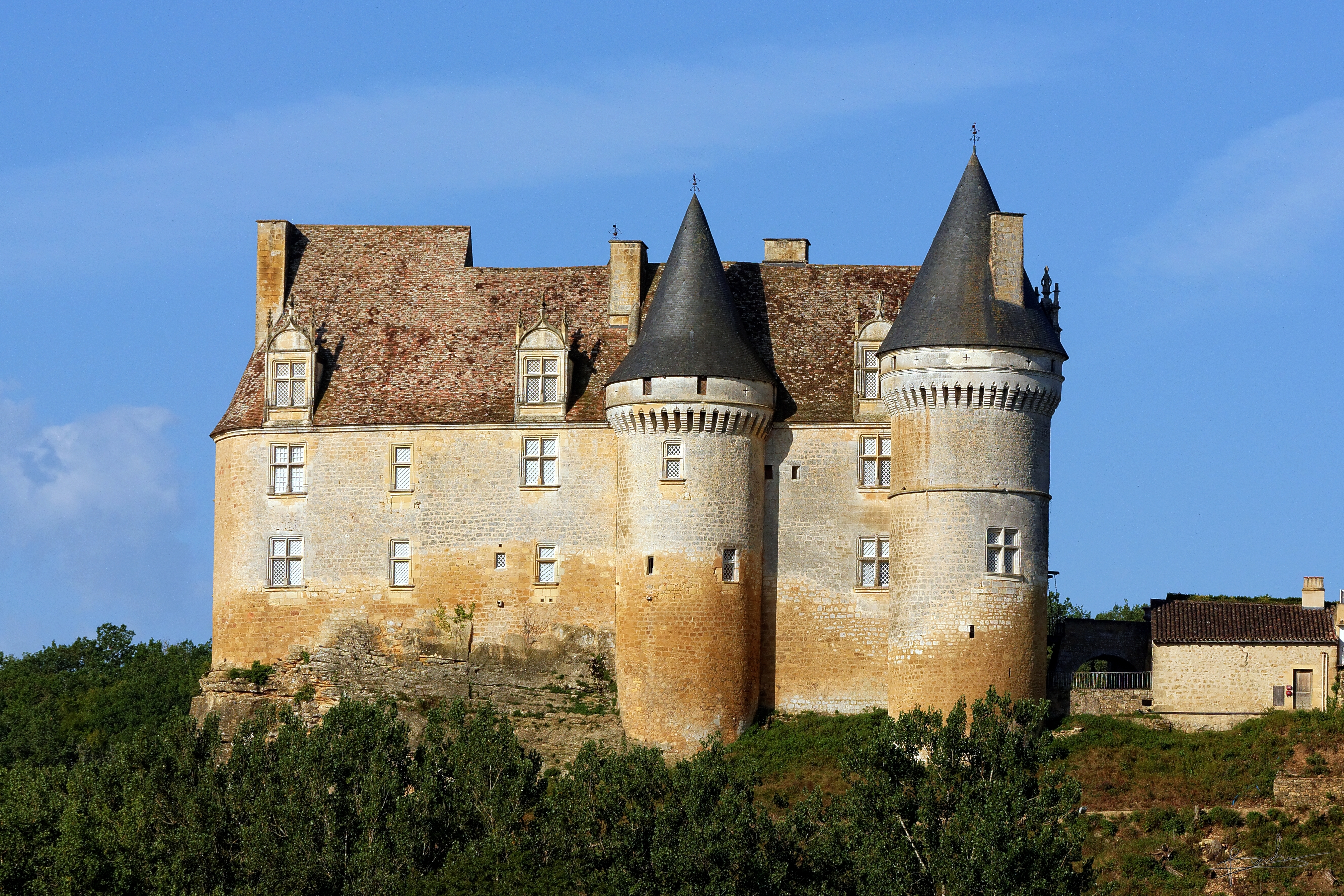
Château de Bannes vu côté nord.
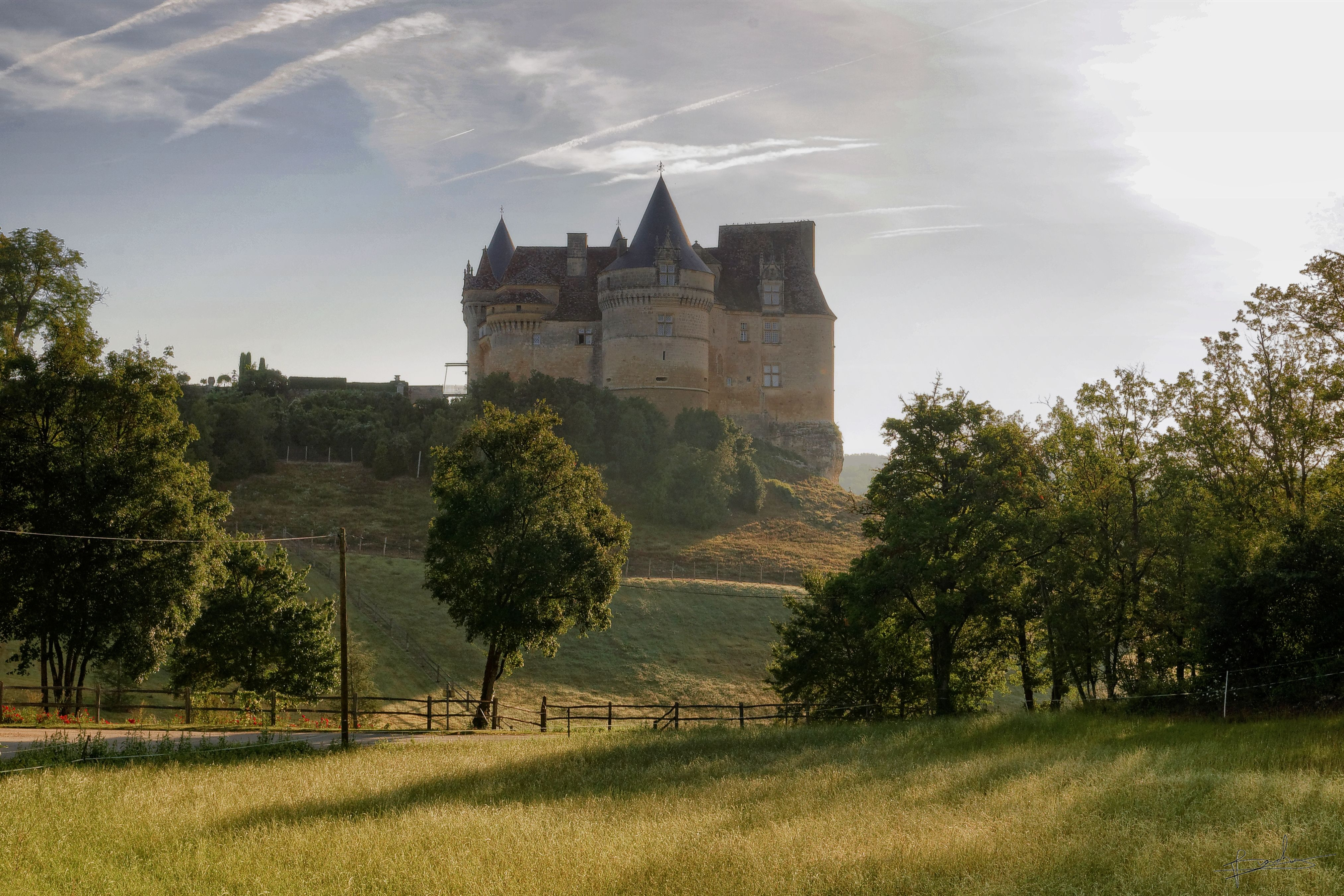
Château de Bannes, vue côté sud.
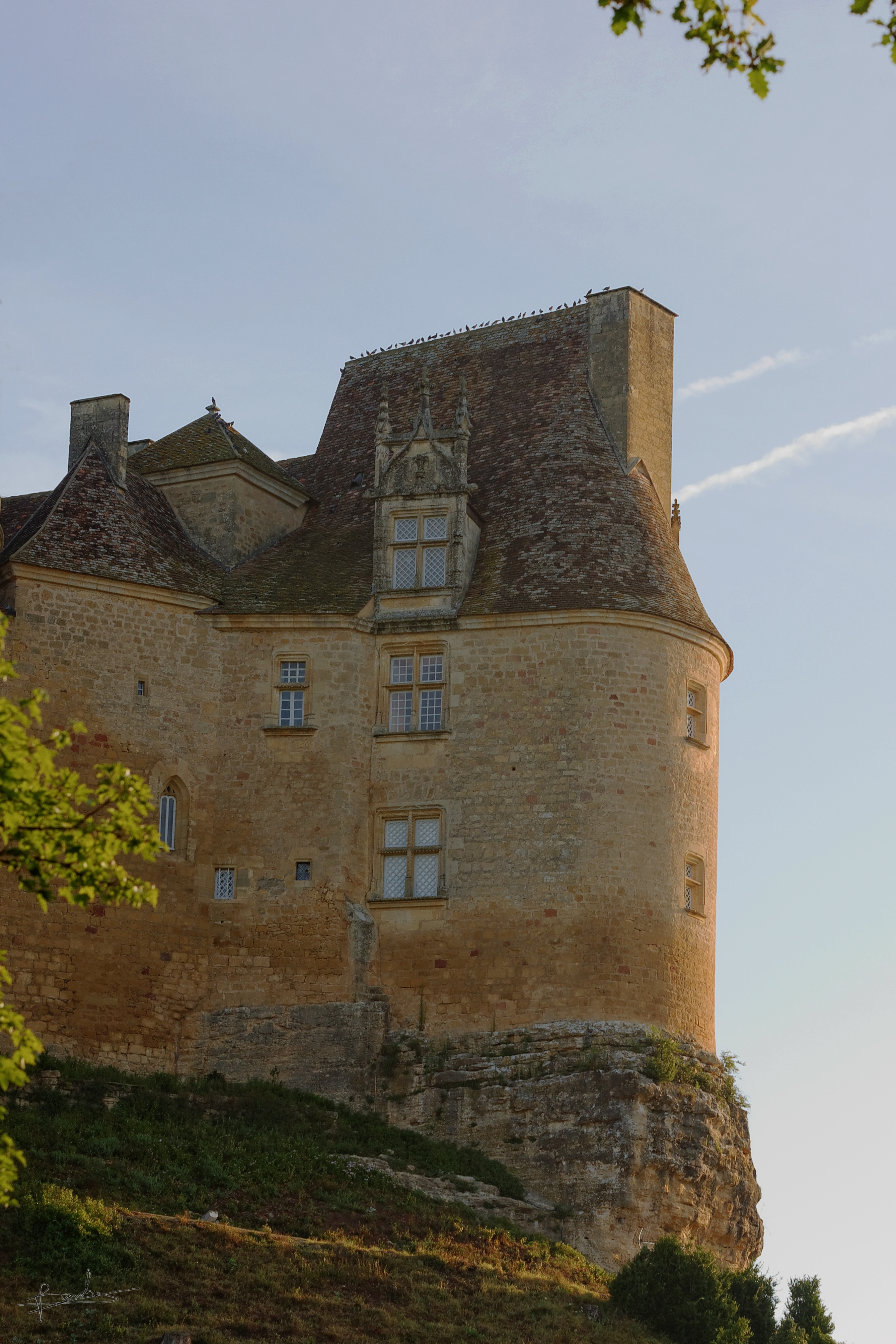
Château de Bannes, détail.
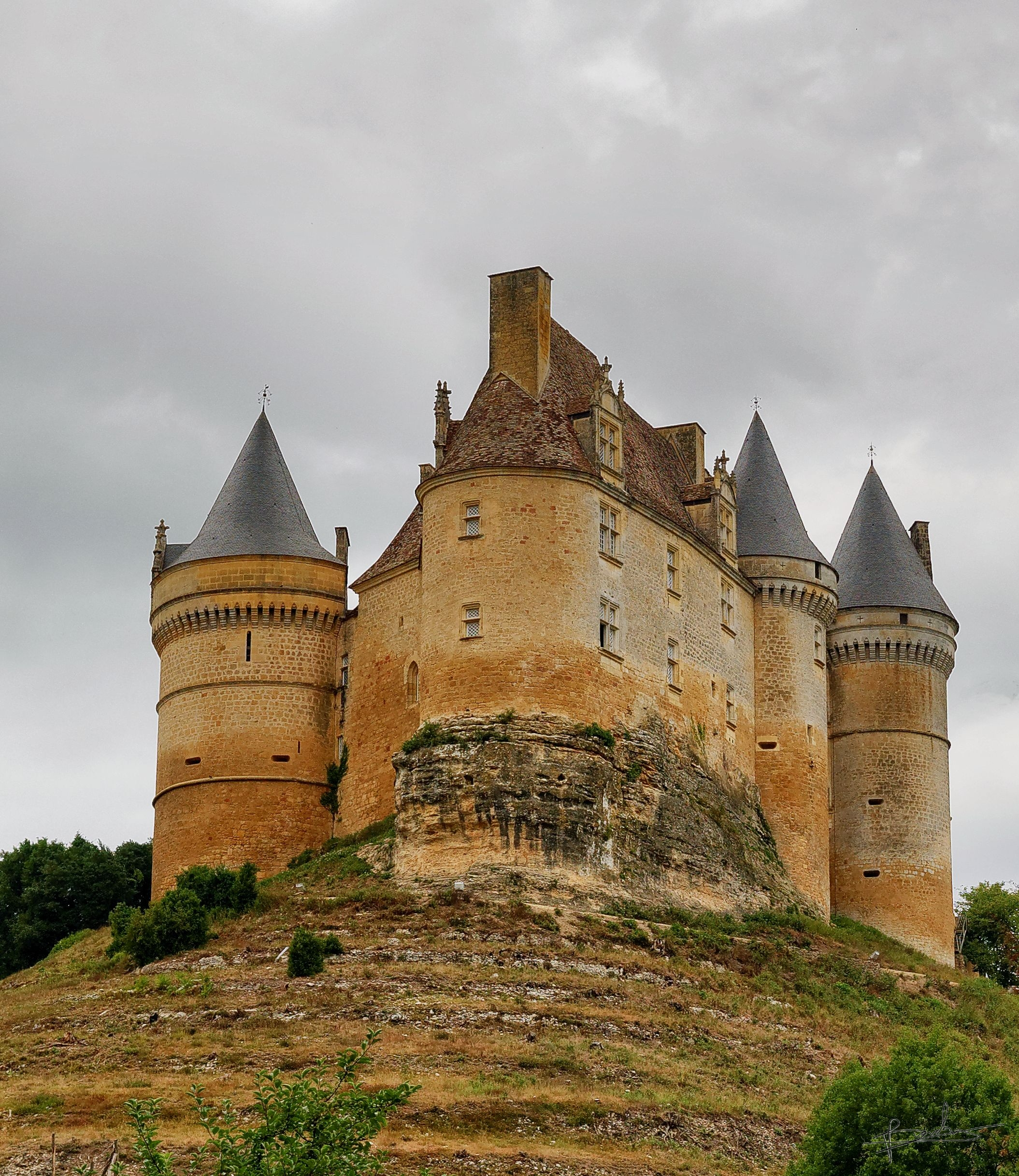
Château de Bannes vue de face.